# 微笑 (樂團)
微笑樂團（英語：The Smile）是一支英國搖滾樂團，由电台司令成员湯姆·約克 （主唱、吉他、貝斯、鍵盤）和强尼·格林伍德 （吉他、貝斯、鍵盤）、爵士樂團Sun of Kemet成員湯姆·斯金納（鼓）三人組成，並由電台司令長期合作者尼杰尔·歌德里希擔當專案製作人。作品風格融合后朋克、前卫摇滚、 Afrobeat和电子音乐。
樂團在2019狀病毒病封鎖期間一起共事，並在2021年5月格拉斯顿伯里音乐节上透過直播公開亮相。2022年初，他們發行了六首單曲，並在伦敦舉行三場現場直播演唱會首次面對觀眾演出。5月，微笑樂團发行了他们的首张专辑《A Light for Attracting Attention》 ，获得好评。
樂團於2022年5月展開欧洲和北美巡演，并计划于2023年进行在北美地區加開巡演。

## 歷史
微笑樂團由電台司令的强尼·格林伍德、湯姆·約克攜手樂手兼唱片製作人湯姆·斯金納组成。斯金纳曾創辦爵士樂團Sons of Kemet，並在團內擔任鼓手，他第一次與与格林伍德合作是在2012年為电影《世紀教主》演奏配乐。團员私下同意不對该项目相關內容接受采访。 
微笑樂團迎來電台司令的长期合作的制作人尼杰尔·歌德里希參與。戈德里奇说，此專案的源起是2019狀病毒病封鎖期间格林伍德「写出所有这些即興樂段（riffs），並等待有某事发生」。他指電台司令因為吉他手埃德·奥布莱恩忙于首张个人专辑《Earth》而產生的空窗期是催化這個專案誕生的因素之一。電台司令的鼓手菲利普·塞爾韋表示，成员们探索不同的專案并「看看其他音樂的聲音能夠怎麼照你的想法把玩」是「健康的」。格林伍德说：「我们没太多时间了，但我们還是想共同創作出一些歌曲。雖然說過程時斷時續，但感覺上是做音乐比較快樂舒服的方式。」
樂團團名取自英國詩人泰德·休斯一首詩的標題。约克表示這指的不是「『啊』时的笑容，而是每天对你撒謊的那个人的笑容。」

### 首演

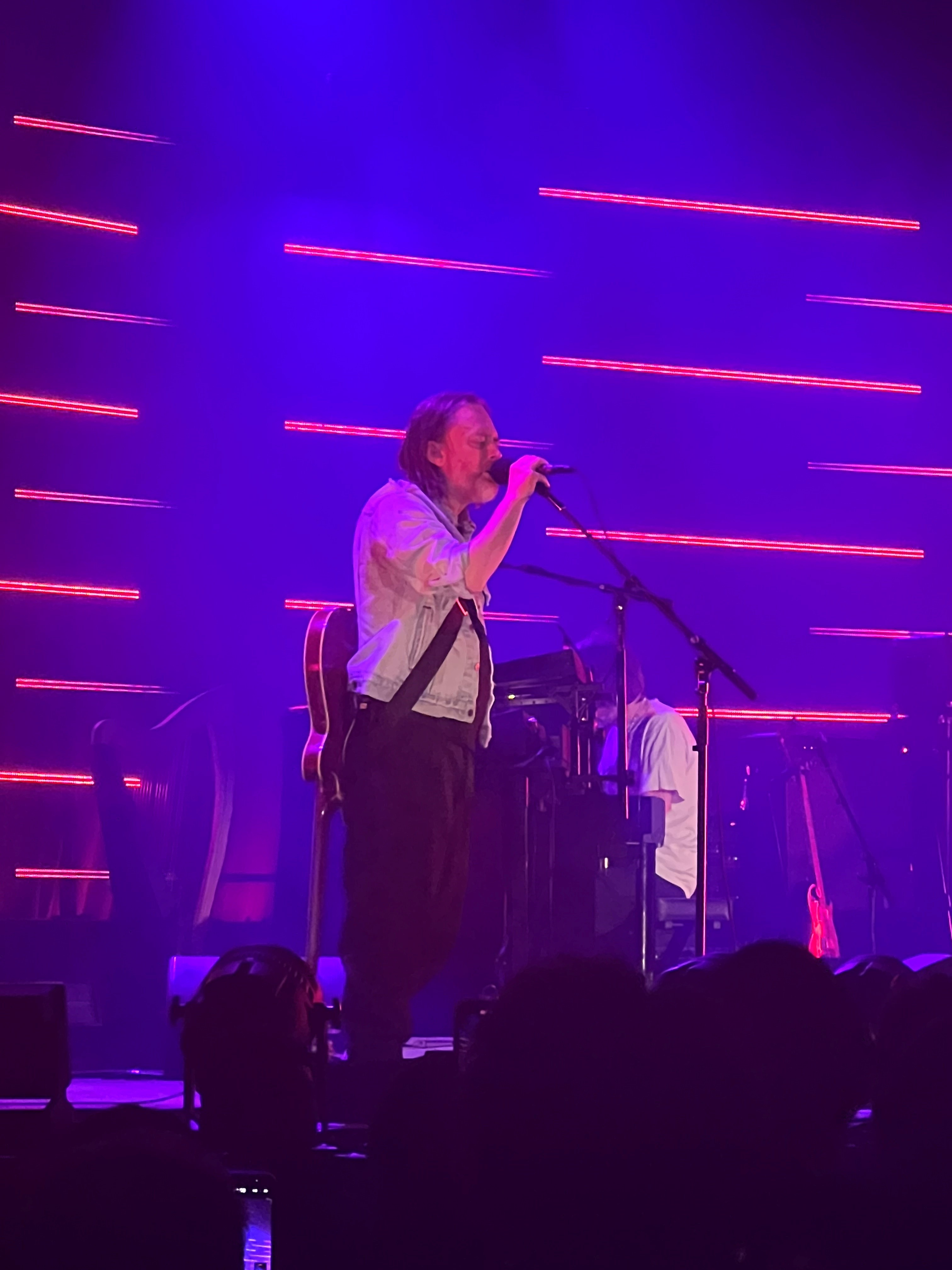
微笑樂團2022年12月在美國達拉斯The Factory in Deep Ellum

微笑樂團在格拉斯顿伯里音乐节制作并于2021年5月22日播出的音乐会影片《Live at Worthy Farm》中驚喜亮相。該場演出是在那週早些时候秘密录制的，并在直播当天宣布。樂團共演奏八首歌曲，其中約克和格林伍德负责彈奏吉他、贝斯、穆格合成器和Rhodes電鋼琴。
约克于2021年10月在伦敦皇家阿尔伯特音乐厅举行的Letters Live活动中演唱一首新曲〈Free in the Knowledge〉。2022年1月29日至30日，微笑樂團在伦敦音樂展演空間Magazine举行的三场现场直播演唱會中首次面對观众表演。他們轮番上阵，演奏了〈Speech Bubbles〉、〈A Hairdryer〉、〈Waving a White Flag〉和〈The Same〉等多首歌曲。其間還再度演唱了约克于2010年首唱的〈Open the Floodgates〉以及翻唱1979年乔·杰克逊的单曲〈It's Different for Girls〉。
《新音乐快递》對於樂團在伦敦的演出打出四星（滿分五星），撰稿人詹姆斯·巴尔蒙特（James Balmont）描述其为「细致、迷人的东西」。《衛報》的凱蒂·英派爾亦給予其四星評價，並如此寫道：「当微笑樂團距离電台司令更远时，他们的音乐最具有說服力」，而亞歷克西斯·佩特里迪斯則打出三星，称它「有趣而不炫目，斷續而引人入勝，充滿著並不總总是連貫的奇思妙想」。

### A Light for Attracting Attention
2022年4月20日，微笑樂團宣布其首张专辑名為《A Light for Attracting Attention》。專輯於5月13日經由XL唱片數位发行，6月17日實體发行，并在英国专辑排行榜上取得第五位的成績。專輯廣受赞誉；音樂網刊《Pitchfork》评论家瑞安·多巴爾（Ryan Dombal）讚其「立即成為電台司令副專案中無所質疑的最佳专辑」。首波單曲〈You Will Never Work in Television Again〉於2022年1月5日在各個串流媒体平台上发布，緊接在後是〈The Smoke〉、 〈Skrting on the Surface〉、〈Pana-vision〉、 〈Free In The Knowledge〉、 和〈Thin Thing〉。 
5月16日，微笑樂團展開欧洲和北美地區的巡迴演唱會。巡演歌單中包括未发行歌曲〈Just Eyes and Mouth〉、约克2009年单曲〈FeelingPulledApartByHorses〉以及其他新創作。薩克斯風樂手罗伯特·斯蒂尔曼（Robert Stillman）也加入了巡演的陣容。第二次北美巡演表定於2023年中举行，包括樂團在墨西哥城的首场演出和芝加哥Pitchfork音乐节的領銜演出。

### 迷你專輯
12月14日，微笑樂團发行了一张網路限定迷你專輯（EP），名為《The Smile (Live at Montreux Jazz Festival, July 2022)》 ，其中收錄了他们在瑞士蒙特勒爵士音乐节上表演的歌曲。2023年3月10日，微笑乐队发行了限量版黑胶EP：《Europe: Live Recordings 2022》，其中收錄〈FeelingPulledApartByHorses〉的表演

## 音樂作品

### 錄音室專輯
| 標題                                 | 詳情                                                                                         | 最高排名 | 最高排名  | 最高排名 | 最高排名            | 最高排名 | 最高排名 | 最高排名 | 最高排名 | 最高排名  | 最高排名  |
| 標題                                 | 詳情                                                                                         | 英國     | 英國 獨立 | 澳洲     | 比利時 （法蘭德斯） | 愛爾蘭   | 荷蘭     | 紐西蘭   | 美國     | 美國 獨立 | 美國 搖滾 |
| ------------------------------------ | -------------------------------------------------------------------------------------------- | -------- | --------- | -------- | ------------------- | -------- | -------- | -------- | -------- | --------- | --------- |
| 《A Light for Attracting Attention》 | - 發行日期：2022年5月13日 - 發行公司：XL、Self Help Tapes - 發行型態：LP、CD、線上下載、串流 | 5        | 1         | 15       | 5                   | 11       | 3        | 32       | 19       | 2         | 2         |

### 迷你專輯
| 標題                                                      | 詳情                                                  | 最高排名  | 最高排名  | 最高排名 | 最高排名  |
| 標題                                                      | 詳情                                                  | 英國 銷售 | 英國 獨立 | 蘇格蘭   | 美國 銷售 |
| --------------------------------------------------------- | ----------------------------------------------------- | --------- | --------- | -------- | --------- |
| 《The Smile (Live at Montreux Jazz Festival, July 2022)》 | - 發行日期：2022年12月10日 - 發行型態：線上下載、串流 | –         | –         | –        | –         |
| 《Europe: Live Recordings 2022》                          | - 發行日期：2023年3月10日 - 發行型態：LP              | 9         | 5         | 9        | 57        |

### 單曲
| 標題                                                                 | 年份 | 收錄專輯                             |
| -------------------------------------------------------------------- | ---- | ------------------------------------ |
| 〈You Will Never Work in Television Again〉                          | 2022 | 《A Light for Attracting Attention》 |
| 〈The Smoke〉                                                        | 2022 | 《A Light for Attracting Attention》 |
| 〈Skrting on the Surface〉                                           | 2022 | 《A Light for Attracting Attention》 |
| 〈Pana-vision〉                                                      | 2022 | 《A Light for Attracting Attention》 |
| 〈Free in the Knowledge〉                                            | 2022 | 《A Light for Attracting Attention》 |
| 〈Thin Thing〉                                                       | 2022 | 《A Light for Attracting Attention》 |
| 〈Open the Floodgates" / "A Hairdryer〉 (Live from Magazine, London) | 2022 | 非专辑单曲                           |